# Даниел Гаджев
Даниел Христов Гаджев е български професионален футболист, полузащитник, състезател към 2021 година на ПОФК Ботев (Враца).
Поради твърдия си начин на игра, Гаджев често е определян от журналистите като „Най-грубият“ играч в българския професионален футбол.

## Кратка спортна биография
Започва да тренира футбол в родния Ботев (Ихтиман), като през 2006 година се присъединява към Беласица (Петрич). Напуска Беласица (Петрич) и подписва ПФК Монтана на 5 февруари 2008 г.
След като се присъединява към тима от град Монтана, Гаджев става капитан на отбора през август 2009 г. На 23 май 2012 г. Гаджев изиграва мач № 100 за Монтана, при домакинското поражение с 2:4 от Черноморец (Бургас).
През лятото на 2012 г. Гаджев напуска Монтана и заиграва в столичния ПФК Локомотив (София). През януари 2017 г. се завърна в Монтана, подписвайки 6-месечен договор. През юли 2017 г. Гаджев се присъединява към Ботев Враца.